# David Rusňák
David Rusňák (* 8. září 1978 Labuty) je český podnikatel. Je největším akcionářem skupiny DRFG (David Rusňák Family Group) zaměřené na investice do nemovitostí, telekomunikací, finančních služeb a retailu, která také nabízí investiční podílové fondy.

## Život a rodina
David Rusňák vyrostl ve slovácké vesničce Labuty nedaleko Kyjova. Absolvoval střední ekonomickou školu v Hodoníně a jazykovou školu tamtéž. V roce 2013 se oženil s Petrou Schillerovou, nyní Rusňákovou, která podniká v cestovním ruchu a ve stejném segmentu působí v Brně jako radní. Se svou ženou má Rusňák jednoho syna. Mezi podnikatelovy koníčky patří gastronomie, zvláště ta tradiční česká a rakousko-uherská – vlastní například brněnskou restauraci Konfit. Věnuje se také objevování vín a cestování.
Je zetěm bývalé ministryně financí Aleny Schillerové.

## Podnikání
V roce 2003 nastoupil do brněnské dopravní firmy DH a spol. S jejím majitelem Davidem Hálkem posléze založil vlastní společnost Compass DKD Czech zajišťující mezinárodní přepravu zboží. Už v roce 2007 dosahovala firma obratu čtvrt miliardy. Později Rusňák od Hálka jeho podíl odkoupil a v roce 2009 firmu prodal. Utržené miliony investoval do obchodu se stavební chemií, do poradenství k evropským dotacím, do vývoje softwaru pro sklady a továrny a dalších oblastí.
„Nebaví mě dělat jednu věc. Záleží mi na pestrosti. Vážím si všech podnikatelů, kteří jsou úzce profilovaní na jeden obor, jsou v něm výjimeční a úspěšní dlouhá léta. To ale není můj příběh.“

## DRFG
V roce 2011 Rusňák všechny své společnosti sloučil do investiční skupiny DRFG.[zdroj?] Hlavními oblastmi zájmu DRFG jsou investice do nemovitostí, zvláště retailových a obchodních center, telekomunikací a finančních služeb. Skupina se orientuje pouze na český trh.
„Máme pocit, že řada firem spíše peníze z České republiky vyváží za hranice. Nám to přijde hrozná škoda. Z mého pohledu není nic smysluplnějšího, než když vezmete český kapitál a investujete ho v České republice…“
Do portfolia skupiny patří také aktivity mimo zmíněné oblasti – skupina například vlastní zakázkové krejčovství Galard, restauraci Konfit, vydavatelství Peak Media nebo biofarmu Podchřibí.
Za rok 2017 vykázala skupina DRFG konsolidovaná aktiva přesahující 4,4 miliardy Kč a konsolidované výnosy 1,9 miliardy Kč, přitom ještě v roce 2013 činila „jen“ půl miliardy. Skupina v začátku získala kapitál zejména díky prodeji svých dluhopisů. EBITDA skupiny DRFG byla v roce 2015: 121 milionů Kč, v roce 2016: 162 milionů Kč, v roce 2017: 326 milionů Kč.
V roce 2019 Rusňák prodal 35% podíl v DRFG společnosti PVF Invest, kterou zastupují Pavel Vyhnálek a Pavel Fráňa, kteří současně doplnili vedení skupiny.

## Politické působení
Do května 2017 byl řadovým členem hnutí ANO v Brně.

## Soudní spory
Společnost Fincentrum, která je z hlediska prodeje investičních produktů konkurentem společnosti DRFG, vydala na svém portálu investujeme.cz zkraje roku 2016 sérii článků, ve kterých očerňovala způsob, jakým investiční skupina DRFG emitovala své dluhopisy. DRFG se proti těmto článkům ohradila a na základě předběžného opatření muselo investujeme.cz články stáhnout.
V roce 2017 čelil David Rusňák trestnímu stíhání v souvislosti s úniky z policejních spisů. Trestní stíhání bylo ale ještě tentýž rok v prosinci podmínečně zastaveno.